# スケールド・コンポジッツ プロテウス

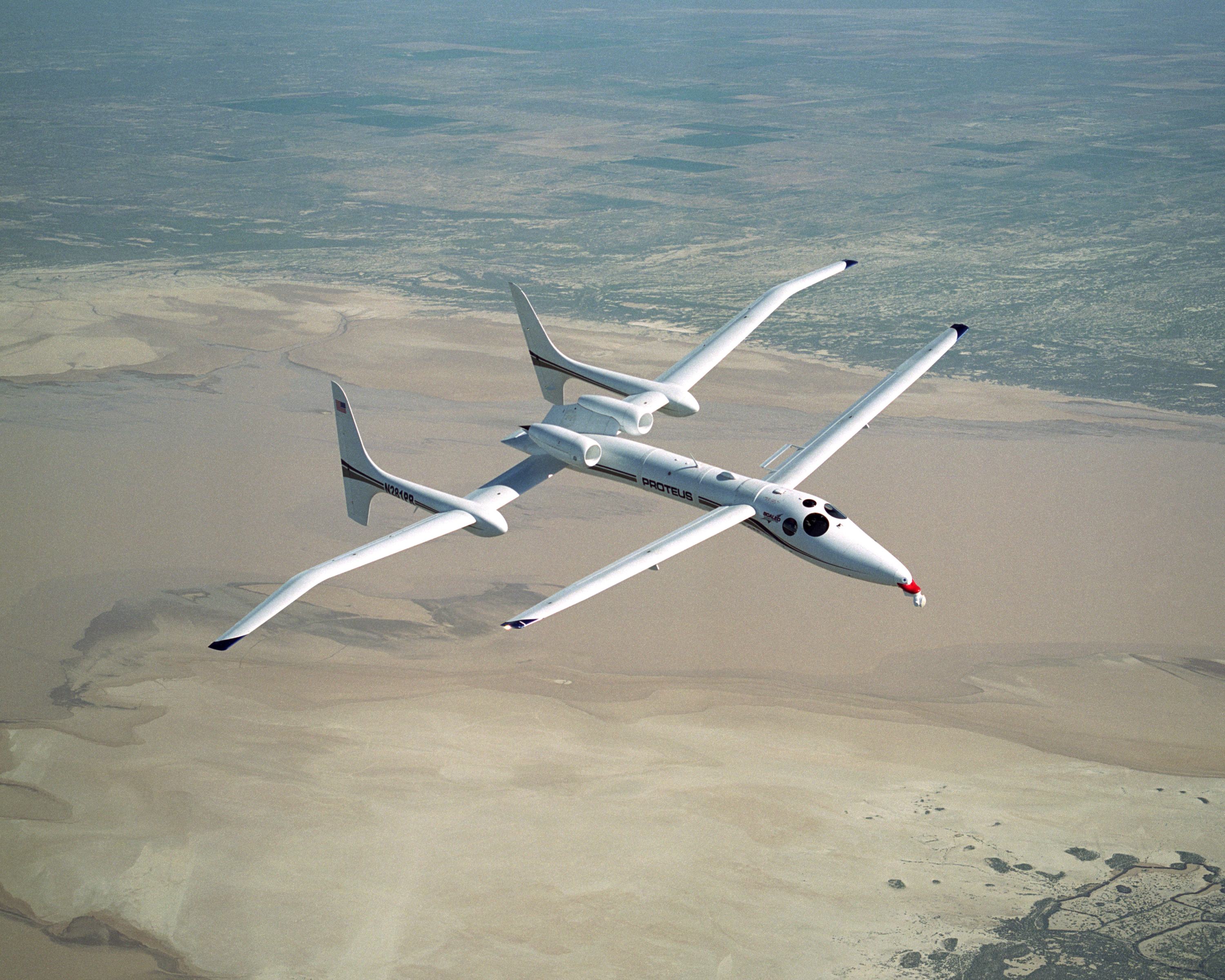
飛行中のプロテウス

スケールド・コンポジッツ モデル281 プロテウスは、タンデム・ウィング（串型翼）の航空機で長大な航続時間を有する。航空機設計家バート・ルータン率いるスケールド・コンポジッツによって、航空機を無線通信中継器として使用する試験のために開発された。同様の構想としては、エアロバイロメントのヘリオスプロトタイプやJAXAの成層圏プラットフォームなどがある。
プロテウスは多目的機であり、様々な貨物を腹部のパイロンに取り付け運ぶことができる。効率が極めて高く、65,000フィート（19,800メートル）以上の高度に18時間以上留まることができる(ただし水平飛行における本機の最大高度記録は62,385フィートである)。現在はノースロップ・グラマンが所有する。

## 諸元
出典: Jane's All the World's Aircraft 2003–2004 p.711
諸元
- 乗員: 2名
- 全長: 17.17 m （56 ft 4 in）
- 全高: 5.38 m （17 ft 8 in）
- 翼幅: 23.65 m（77 ft 7 in）
- 翼面積: 27.92 m2 （300.5 ft2）
- 空虚重量: 2,658 kg （5,860 lb）
- 最大離陸重量: 5,670 kg （12,500 lb）
- 動力: ウィリアムズ FJ44-2 ターボファン、10.20 kN （2,293 lbf）  × 2

性能
- 最大速度: 504 km/h  （313 mph）
- 巡航速度: 352 km/h  （219 mph）
- 航続距離: 1,850 km  （1,150 マイル）
- 実用上昇限度: 18,593 m （61,000 ft）
- 上昇率: 17 m/s （3,400 ft/min）